# Симин Данешвар
Симин Данешвар (персијски: سیمین دانشور‎‎)‎ (28. април 1921 – 8. март 2012) била је ирански академик, романописац, писац фикције и преводилац, и сматра се првим великим иранским женским романописцем. Данешвар је била прва на многим пољима. 1948. године збирка персијских кратких прича била је прва коју је објавила иранска жена. Први роман иранске жене био је њен роман „Савушун” („Ожалошћени Сиаваша“, познат и као Персијски реквијем, 1966), који је постао бестселер. Данешварина играоница, збирка од пет прича и два аутобиографска дела, прва је књига преведених прича једног женског иранског аутора. Била је супруга чувеног иранског писца Џалал Ал-е Ахмада и имала је велики утицај на његово стварање. Написала је књигу „Залазак сунца Џалалобих дана“ у знак сећања на свог супружника. Симин је такође била врло добар преводилац и од њених превода се могу поменути „Вишњик“ Антона Чехова и „Скерлетно слово“ Натанијела Хоторна. Њена последња књига није пронађена у заоставштини и требало је да буде последња књига трилогије коју је почела са Лутајућим острвом. Ал-е Ахмад и Данешвар никад нису имали деце.

## Детињство и младост
Симин Данешвар је рођена 28. априла 1921. године у Ширазу у Персији(Данашњи Иран). Њен отац, Мохамад Али Данешвар, био је лекар. Њена мајка је била сликарка. Данешвар је похађала енглеску двојезичну школу, Мехр Аин. Данешвар је на јесен 1938. се уписала на Одсек за персијску књижевност на Универзитету у Техерану. 1941. године, која је била трећа година њеног студирања, отац јој је умире и да би себе издржавала почела је писати комаде за Радио Техеран као „Безимени грађанин Шираза“. Писала је о кувању и храни, као и другим стварима. Такође је почела да пише за рубрику спољних послова једних новина у Техерану, пошто је могла да преводи са енглеског језика.

## Књижевна каријера
Године 1948, када је имала 27 година, објавила је „Аташ-е Хамуш” (Угашена ватра). То је била прва збирка кратких прича коју је објавила жена у Ирану и стога јој је донела славу у некој мери, али је касније Данешвар одбила да се поново објави збирка, јер јој је било непријатно због осећања да је њено приповедање незрело. Данешвар је наставила студирање на универзитету. Њена докторска дисертација „Лепота третирана у персијској књижевности“ одобрена је 1949. године под менторством професора „Бадиозамана Форузанфара”. Године 1950. Данешвар се удала за познатог иранског писца Џалал Ал-е Ахмада. Године 1952. путовала је у Сједињене Државе као Фулбрајтов стипендиста радећи на креативном писању на Универзитету Станфорд са Воласом Стегнером. Док је била тамо, писала је на енглеском и објавила две кратке приче. Када се вратила у Иран, придружила се наставничком особљу Универзитета у Техерану.
Иако је била изузетан наставник, САВАК (Тајна полиција у времну владавине Мохамед Резе Пахлави-ја) је спречавао да икада дође до статуса професора. Морала је превести многе књиге како би подржала своје домаћинство, често зарађивајући више од Џалала. Године 1961. објавила је „Шахри чон Бехешт“ (Град као рај), дванаест година након њене прве збирке кратких прича. Године 1963. похађала је Међународну летњу сесију Универзитета Харвард, семинар од 40 чланова из целог света. Године 1968. постала је председница Иранске уније писаца. Године 1969. објављен је њен роман „Сувашун”. Њен муж је умро исте године, у њиховом летњиковцу на Каспијском мору. Нису имали деце. Данешвар је наставила да предаје до 1981. године, када је отишла у пензију. Од тада се сасвим посветила писању.

## Смрт
Данешвар је хоспитализована у Техерану због акутних респираторних проблема 2005. године. Пуштена је након једног месеца у августу 2005. године. Умрла је у својој кући у Техерану 8. марта 2012. године након борбе са јаким грипом. Сахрањена је 11. марта у Бехешт-е Захра.

## Дела
Као писац и преводилац, Данешвар је осећајно писала о животу иранских жена.
Њен најуспешније дело „Сувашун”, роман о смиреном и племенском животу у и око њеног родног града Шираза, објављен је 1969. године. Постао је један од најпродаванијих персијских романа, доживео је најмање шеснаест издања и преведен је на многе језике. Такође је допринела својим прилозима часописима „Сохан” и „Алефба”.
1981. године завршила је монографију о Џалал Ал-е Ахмаду, „Горуб-е Џалал’ (Залазак сунца Џалалових дана).
Данешварине приче одражавају стварност истонога живота. Они садрже теме као што су крађа деце, прељуба, брак, порођај, болест, смрт, издаја, профитирање, неписменост, незнање, сиромаштво и усамљеност. Питања којима се она бави су социјални проблеми шездесетих и седамдесетих година прошлог века, која се одликују непосредношћу и веродостојношћу. Она је налазила надахнуће у људима око себе. Својим речима: „Једноставни људи имају пуно тога да понуде. Морају бити способни да слободно и безбрижно дају. Ми, такође, заузврат им морамо дати најбоље што можемо. Морамо, свим срцем, покушати да им помогнемо да стекну оно што заиста заслужују.“

## Романи
- Сувашун (1969)
- Избор [Ентехаб] (2007)
- трилогија Лутања [Саргардани]

o	Лутајуће острво (Острво лутања) [Џазире-је саргардани] (1992)
o	Лутајући камилар [Царебан саргардан] (2001)
o	Лутајућа планина [кух-е саргардан] (никад објављена, разлог непознат)

## Збирке кратких прича
- Угашена ватра [Аташе Хамуш] (1948)
- Град као рај [Шахри чон Бехешт] (1961)
- Коме да кажем здраво? [Бе ки салам конам?] (1980)

## Преводи из пера Симин Данешвар
- "Оружја и човек" аутора Џорџ Бернард Шо (1949)
- "Непријатељи" Антона Чехов (1949)
- "Беатрис" Артура Шницлера (1953)
- "Скерлетно слово" Натанијела Хоторна (1954)
- "Људска комедија" Вилијама Саројана (1954)
- "Плачи, вољена земљо" Алана Патона (1972)
- "Вишњик" Антона Чехова (2003)
- Дела Алберта Моравије[6] и Ријуносуке Акутагаве

## Преводи Данешвариних дела
- На енглески, "Сувашун" превео М. Р. Ганунпарвар (1990) и под насловом Персијски реквијем превела је Роксан Занд (1992).
- "Данешварина играоница", збирка кратких прича која укључује „Губитак Џалала“, превела на енглески и припремила Марјам Мафи (1989).
- "Сутра и друге приче", збирка кратких прича (1994).
- Превод на шпански El bazar Vakil, Grupo Editorial Norma, Santafé de Bogotá, Colombia, 1992. Превео Hernardo Valencia Goekel са енглеске верзије

под називом Данешварина играоница (1989).
- Превод на немачки Drama der Trauer - Savushun. Glaré Verlag, Frankfurt/Main 1997.
- У Индији, Savushun је превео на малајски језик С. А. Кудси.
- У Норвешкој „En familie fra Shiraz“ који је на норвешки превео Н. Занђани. Gyldendal Norsk forlag. Oslo 2007.
- Такође постоје јапански, руски, кинески и турски преводи њених дела.